# Bari-Arm
Bari-Arm est un jeu vidéo shoot them up sorti en 1993 sur Mega-CD. Le jeu a été développé et édité par Human Entertainment.
Le jeu a été renommé Android Assault: The Revenge of Bari-Arm aux États-Unis.